# Acraga melinda
Acraga melinda is een vlinder uit de familie van de Dalceridae. De wetenschappelijke naam van de soort is voor het eerst geldig gepubliceerd in 1898 door Druce.